# きらきら眼鏡
『きらきら眼鏡』（きらきらめがね）は、森沢明夫の小説、およびそれを原作として2018年9月に公開された日本映画。

## 書誌情報
- 単行本：2015年11月20日、双葉社、ISBN 9784575239270
- 文庫本：2018年7月12日、双葉文庫、ISBN 9784575521290

## 映画
犬童一利監督。千葉県船橋市を舞台にして撮影が行われた。第21回上海国際映画祭正式出品作品。2018年9月7日にTOHOシネマズららぽーと船橋にて公開。2018年9月15日から有楽町スバル座ほか全国で順次公開。

### 映画あらすじ
駅員として働く青年、立花明海は恋人の死から立ち直れずにいた。ある日ふと立ち寄った古本屋で、明海が手にとった本には、『自分の人生を愛せないと嘆くなら、愛せるように自分が生きるしかない。』と書かれていた。そこには「大滝あかね」という女性の名刺が挟まれており、これをきっかけに2人は出会う。日常の小さなことにも幸せを見出す 『きらきら眼鏡』を持つ、あかねの人間像に明海は徐々に惹かれていく。しかし、あかねには、余命わずかの恋人がおり、彼女も恋人の死に向きあっているのだった…。

### キャスト
- 立花明海：金井浩人
- 大滝あかね：池脇千鶴
- 木場裕二：安藤政信
- 松原弥生：古畑星夏
- 小山田孝之：杉野遥亮
- 秋野正枝：片山萌美
- 志田彩良
- 鈴木卓爾
- 大津尋葵
- 成嶋瞳子
- 菅野莉央
- 大西礼芳
- 長内映里香
- 山本浩司
- モロ師岡
- 福原秀人
- 鴨居夏希
- 石倉三郎

### スタッフ
- 監督：犬童一利
- 原作：森沢明夫『きらきら眼鏡』（双葉文庫）
- 脚本：守口悠介
- 音楽：神村紗希
- エンディング曲：柏木広樹 feat.葉加瀬太郎&西村由紀江「Reminiscence〜回想〜」
- 撮影：根岸憲一
- 照明：左納康弘
- 録音：根本飛鳥
- 美術：吉川都和
- 助監督：加藤毅
- 制作担当：尾形龍一
- キャスティング：前信介
- スタイリスト：阪上秀平
- ヘアメイク：徳田芳昌
- スチール：北島元朗
- 編集：佐々木弥生
- 音響効果：勝亦さくら
- スタジオ：日活撮影所
- 協力：船橋市、船橋ロケーションガイド「ふなばし撮おりゃんせ」、勝浦市、勝浦ロケーションサービス、千葉県、千葉県フィルムコミッション
- エグゼクティブプロデューサー：前田紘孝
- プロデューサー：相羽浩行
- アシスタントプロデューサー：杉浦美奈子
- 配給：S・D・P
- 宣伝：アゲハテイル、エレクトロ89
- 制作プロダクション：Chaos Entertainment、「きらきら眼鏡」制作実行委員会
- 製作：「きらきら眼鏡」製作委員会、船橋宿場町再生協議会